# Brachymeria pyramidea
Brachymeria pyramidea är en stekelart som först beskrevs av Fabricius 1804.  Brachymeria pyramidea ingår i släktet Brachymeria och familjen bredlårsteklar. Inga underarter finns listade.